# 數字王國3.0
數字王國3.0（Digital Domain 3.0 Group）成立於1993年，為一所數碼製作公司，創辦人為著名導演詹姆斯·卡梅隆、特效專家斯坦·温斯顿及原工業光魔总经理斯科特· 罗斯。主要參與數碼視覺特效、動畫及電影的製作。由Digital Domain 3.0, Inc.、Digital Domain Productions 3.0 (BC), Ltd.以及 Mothership Media, Inc.組成。
因財務問題於2012年在美國申請破產保護。於同年被「小马奔腾」与「印度信实媒体集团」以7比3的比例，3020万美元价格联合收购。前者又於同年将股份轉售予香港上市的奧亮集團 (後易名為數字王國集團 )，收購代價為392,000,000港元，透過發行兩年期零息可換股票據支付，換股股份佔經擴大股本約49.92%。
作為數字王國集團的北美工作室及重要分部，現時數字王國3.0繼續致力發展視覺特效及虛擬實境技術，並已發展為全球其中一家最大規模的特效公司。

## Digital Domain 作品

### 電影
- 《鐵達尼號》
- 《變形金剛》系列
- 《魔戒首部曲：魔戒現身》
- 《明天過後》
- 《神鬼奇航3》
- 《X戰警：未來昔日》
- 《班傑明的奇幻旅程》
- 《玩命關頭7》
- 《黑魔女：沉睡魔咒》
- 《恶棍英雄：死侍》
- 《世界大對戰》
- 《狩獵者：凜冬之戰》
- 《魔幻森林》

## 殊榮
- 曾獲得了9次美國奧斯卡金像獎 各獎項。
- 公司於一九九七年憑《鐵達尼號》震撼嶄新的視覺特效奪得其第一個奧斯卡獎項，其後於一九九八年及二零零八年分別憑《飛越來生緣》及《班傑明的奇幻旅程》榮獲其第二及第三個奧斯卡視覺特效獎，並憑「Track」、「NUKE」、「STORM」及「FSIM 液體模擬系統」、及「Drop」等等技術獲頒科技成果獎。此外，數字王國亦曾經憑《X戰警：未來昔日》、《鋼鐵人3》、《鋼鐵擂台》、《變形金剛：黑月降臨》、《機械公敵》、《阿波羅13號》及《真實謊言》獲得奧斯卡視覺特效獎提名。[3]。
- 其後，數字王國於2017年憑藉電影《魔幻森林》榮獲美國視覺效果協會(VES) 五個獎項，包括最佳真人電影視覺效果、最佳真人電影CG動畫角色、最佳虛擬攝影、最佳真人影片模擬動畫效果及最佳視覺效果合成。另外，同樣由數字王國負責特效的美劇《黑帆》亦奪得兩項大獎：最佳劇集輔助視覺效果及最佳劇集合成效果。[4]

## 外部連結
- 官方网站
- 互联网电影数据库上數字王國3.0的资料（英文）